# Данилов, Вячеслав Павлович
Данилов Вячеслав Павлович (род. 2 июня 1938, Кривой Рог, Днепропетровская область) — советский и украинский художник-монументалист, график, живописец. Член Национального Союза художников Украины, член Профессионального союза художников России. Народный (2019) и Заслуженный художник Украины (2002).

## Биография
Родился 2 июня 1938 года в городе Кривой Рог Днепропетровской области.
Окончил Днепропетровское художественное училище. В 1969 году окончил Ленинградское высшее промышленно-художественное училище имени В. И. Мухиной (преподаватели — А. Казанцев, Г. Рублёв, К. Иогансен) и там же аспирантуру в 1971 году.
С 1972 года жил и работал в Днепропетровске. С 1974 года стал членом Союза художников УССР. В 1976 году возрождает технику горячей эмали на Украине, в 1977 году создаёт для днепропетровского Дворца пионеров масштабное эмальерное полотно «Ветер странствий». В 1992—2001 годах возглавлял Днепропетровскую организацию Национального союза художников Украины. В 2001—2005 годах — преподаватель живописи, рисунка и композиции в открытом международном университете развития человека «Украина».
В настоящее время[когда?]

 занимается творческой и издательской деятельностью.

## Творческая деятельность
Оформлены панно-маркетри в комнате приёма гостей и созданы барельефы Днепровского театра оперы и балета. Созданы барельефы в вестибюле диорамы «Битва за Днепр», в фойе театра украинской драмы имени Т. Г. Шевченко, в дегустационном зале «Нектар». Также витражи в Днепровской медицинской академии, росписи в Дворце детей и юношества, росписи и витражи в зале органной и камерной музыки Днепра, роспись в Днепровской консерватории, гобелены во Дворце детей и юношества.
Участник областных, республиканских и международных выставок с 1973 года. Персональные выставки в 1974, 1993, 1998, 2002, 2008, 2012 и 2013 годах в Днепре. Участник эмальерных симпозиумов в городе Кечкемет (Венгрия).

### Выставки
- 1974 — выставка претендентов на вступление в СХ СССР, художественный салон Союза художников, Днепропетровск;
- 1993 — персональная, выставочный зал Союза художников, Днепропетровск;
- 1998 — персональная, Дворец студентов ДНУ, Днепропетровск;
- 2002 — персональная, филиал Киевского международного университета «Украина», Днепропетровск;
- 2008 — персональная, Горная академия, Днепропетровск;
- 2008 — персональная юбилейная выставка, Днепропетровский художественный музей;
- 2013 — персональная выставка «Этот разноцветный мир», Дом искусств, Днепропетровск;
- 2013 — персональная выставка рисунка «Обличье времени», художественный музей, Днепропетровск.
- 1973 — республиканская выставка «Молодые художники Украины», Киев;
- 1978 — республиканская выставка монументального искусства, Киев;
- 1981 — выставка монументального искусства, Москва;
- 1982 — Всесоюзная выставка «Художники народа», Москва;
- 1983 — выставка эмальеров, Кечкемет, Венгрия;
- 1988 — 2-я Всесоюзная выставка «Художники народа», Москва;
- 1992 — выставка эмалей, Будапешт, Венгрия;
- 1993 — участие в Днях Украины в Верхней Австрии: Нидервальдкирхен, Линц;
- 1993 — 1-е международное биеннале «Пан-Украина», Днепропетровск;
- 1995 — 2-е международное биеннале «Пан-Украина», Днепропетровск;
- 1996 — «Православная Украина», Днепропетровск;
- 1996 — «Земля обетованная», совместно с Израильским центром, Днепропетровск;
- 1997 — «Живописное Приднепровье», Днепропетровск;
- 1997 — «Портрет в творчестве днепропетровских художников», Днепропетровск;
- 1997 — «Женщины, море, цветы», Днепропетровск;
- 1998 — выставка, посвящённая юбилярам-членам ДОНСХУ, художественный музей, Днепропетровск;
- 1999 — всеукраинское триеннале графики, Киев;
- 2000 — всеукраинская выставка «Рождество Христово», Киев;
- 2004 — международная выставка-конференция «Этнические истоки культуры Украины и современность», Днепропетровск;
- 2005 — выставка из фондов художественного музея «Их альма-матер», посвящённая 80-летию Днепропетровского художественного училища;
- 2006 — выставка, посвящённая юбилею Днепропетровской организации национального Союза художников Украины, Днепропетровск;
- 2006 — всеукраинская выставка работ художников городов, расположенных на берегах Днепра (Киев, Днепропетровск, Днепродзержинск, Запорожье, Херсон), Днепропетровск;
- 2010 — всеукраинская выставка «Живописная Украина», Киев, Житомир;
- 2011 — всеукраинская выставка «Чарующие краски Днепра», Днепропетровск;
- 2012 — всеукраинская выставка, Днепропетровск;
- 2013 — международный фестиваль эмалей, Национальный музей украинского народного декоративного творчества, Киев;
- 2013 — «Сичеславский пленэр», галерея «Музей украинской живописи», Днепропетровск.
- 2015 — постоянно действующая экспозиция эмалей, «Музей эмальерного искусства», галерея «Музей украинской живописи», Днепропетровск

Работы художника находятся в Днепропетровском художественном музее, Днепропетровском национальном историческом музее им. Д. И. Яворницкого, музее эмалей в Кечкемете (Венгрия), Национальном музее украинского народного декоративного искусства в Киеве, в частных коллекциях на Украине, в Италии, Германии, Австрии.
По данным Международного художественного рейтинга (Москва) входит в 10 тысяч лучших художников мира XVIII—XXI веков, формирующих мировое художественное наследие.

## Награды
- Медаль «За верную службу родному городу» (1998);
- Заслуженный художник Украины (2002);
- Медаль «За заслуги перед городом» (2013);
- Народный художник Украины (2019);
- Грамоты за участие в творческой жизни города и страны.